# Aparna Sen
Aparna Sen (przedtem Aparna Dasgupta, (bengalski: অপর্ণা সেন, ur. 25 października 1945 w Kalkucie w Bengalu) – indyjska reżyser, aktorka i scenarzystka filmowa pochodząca z Bengalu, matka aktorki Konkony Sen Sharma. Nagrodzona za reżyserię filmów 36 Chowringhee Lane (1981) i Mr. and Mrs. Iyer (2002).
Wśród reżyserujących kobiet Indii (Mira Nair, Deepa Mehta, Pooja Bhatt, Bhavna Talwar, Gurinder Chadha, Farah Khan, Revathi, Tanuja Chandra, czy Reema Kagti) należy do bardziej znanych.
W 1986 została odznaczona Orderem Padma Shri.

## Filmografia

### Reżyser
1. The Japanese Wife (2008)
2. 15 Park Avenue (2005)
3. Mr. and Mrs. Iyer (2002)
4. Paromitar Ek Din (2000)
5. Yugant (1995)
6. Picnic (1989) (TV)
7. Sati (1989)
8. Paroma (1984)
9. 36 Chowringhee Lane (1981)

### Scenarzystka
1. 15 Park Avenue (2005) |
2. Mr. and Mrs. Iyer (2002)
3. Paromitar Ek Din (2000)
4. Yugant (1995)
5. Sati (1989)
6. Paroma (1984)
7. 36 Chowringhee Lane (1981)

### Aktorka
1. Titli (2002) – Urmila
2. Ghaath (2000) – Suman Pandey
3. Paromitar Ek Din (2000) – Sanaka
4. Amodini (1994)
5. Unishe April (1994) – Sarojini
6. Mahaprithivi (1992) – synowa
7. Shet Patharer Thala (1992) – Bandara
8. Ek Din Achanak (1989) – studentka
9. Shyam Saheb (1986)
10. Paroma (1984)
11. Bishabriksha (1983) – Suryamukhi
12. Indira (1983)
13. Pikoor Diary (1981) (TV) – matka Pikoo
14. Naukadubi (1979) – Kamala
15. Hullabaloo Over Georgie and Bonnie's Pictures (1978) (TV) – Bonnie
16. Kotwal Saab (1977) – Prabha Sharma
17. Immaan Dharam (1977) – Shyamlee
18. Jana Aranya (1976) – była dziewczyna Somnatha
19. Raag Anurag (1975)
20. Aalor Thikana (1974)
21. Asati (1974)
22. Jadu Bansha (1974)
23. Sagina (1974)
24. Basanata Bilap (1973)
25. Kaya Hiner Kahini (1973)
26. Sonar Khancha (1973)
27. Khunjey Berai (1971)
28. Bombay Talkie (1970) – Mala
29. Aranyer Din Ratri (1970) – była kochanka Hari
30. Baksa Badal (1970)
31. Kalankita Nayak (1970)
32. The Guru (1969) – Ghazala
33. Aparachita (1969) – Sunita
34. Vishwas (1969) – Radha
35. Hangsa-Mithun (1968)
36. Akash Kusum (1965) (jako Aparna Das Gupta) – Monica
37. Teen Kanya (1961) (jako Aparna Das Gupta) – Mrinmoyee (odcinek "Samapti")